# Regierung Museveni

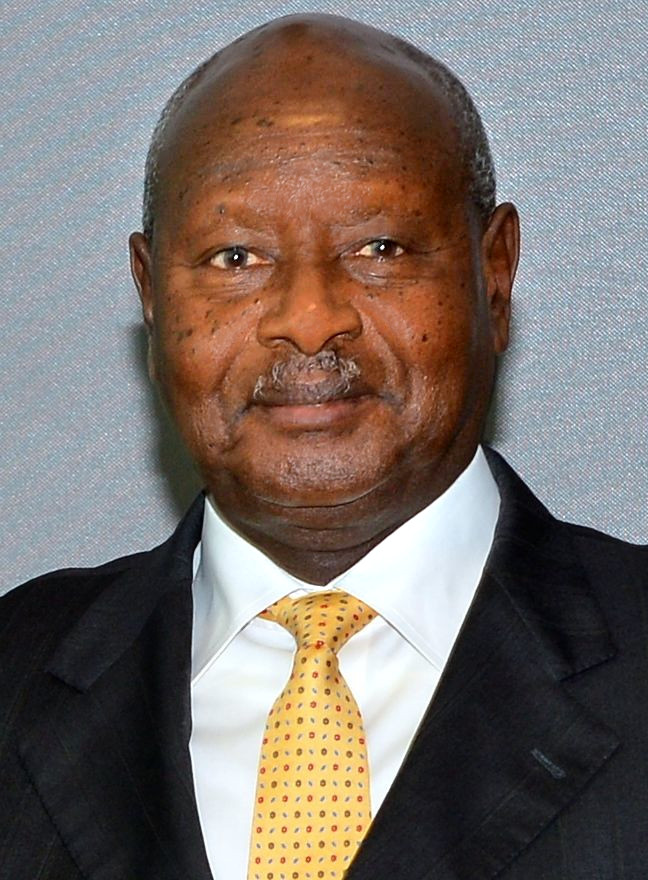
Yoweri Museveni ist seit dem 26. Januar 1986 Staatspräsident Ugandas.

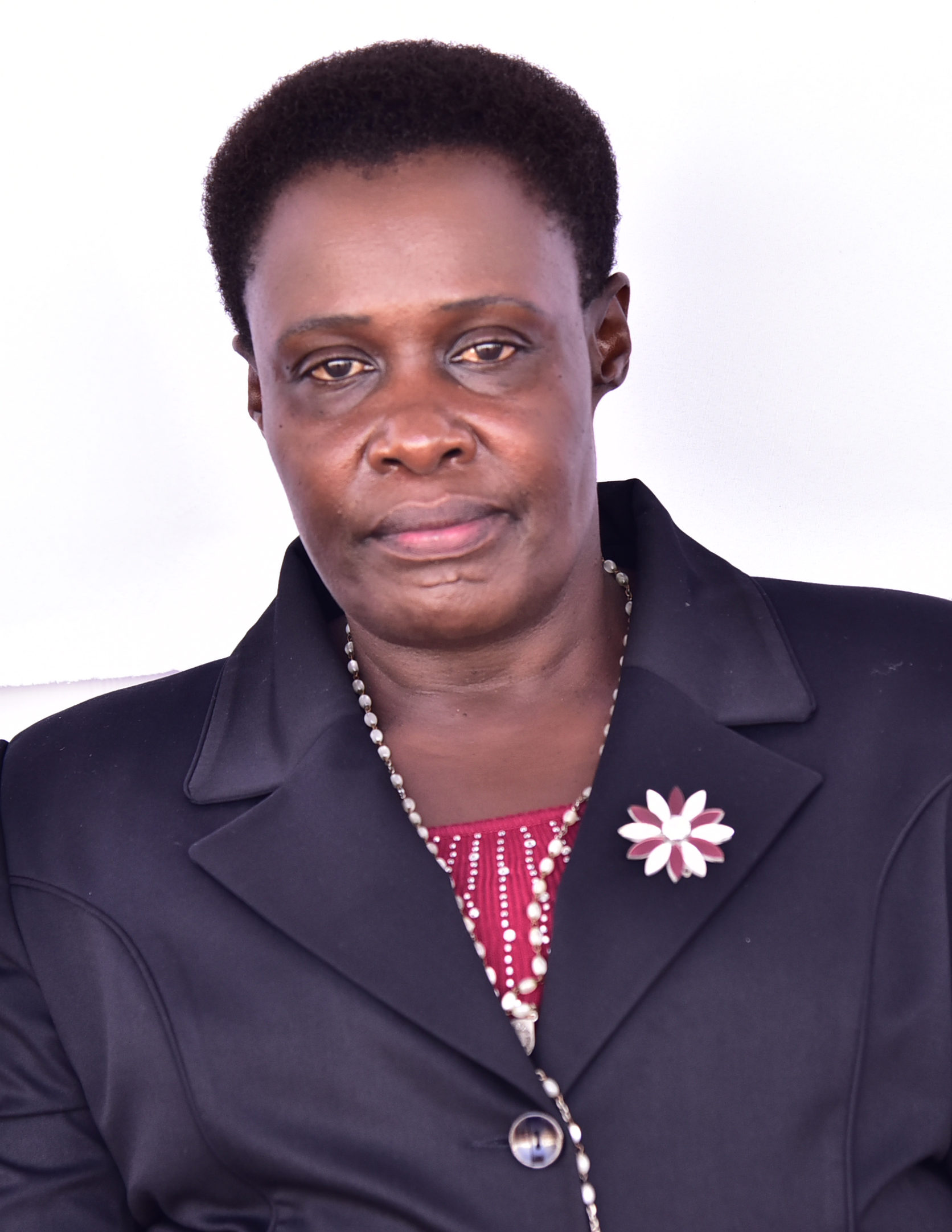
Jessica Alupo fungiert seit dem 21. Juni 2021 al Vizepräsidentin der Republik Uganda.

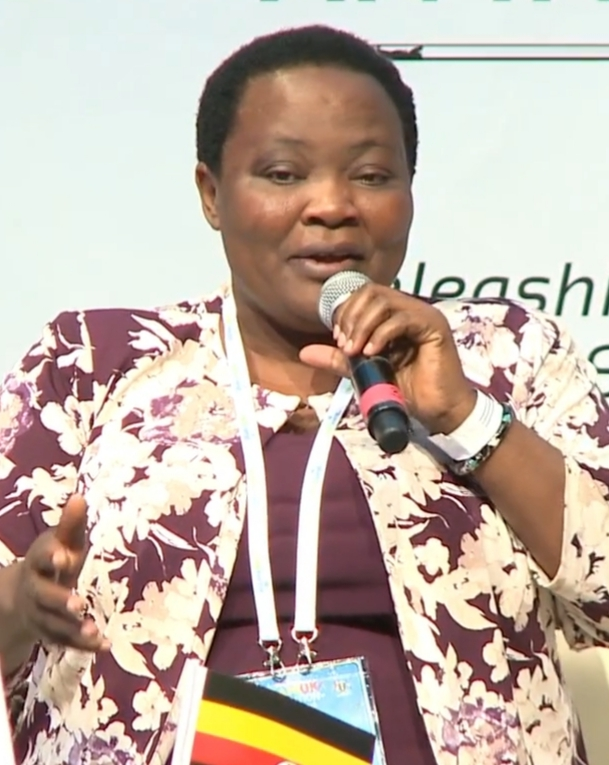
Robinah Nabbanja bekleidet seit dem 21. Juni 2021 das Amt der Premierministerin.

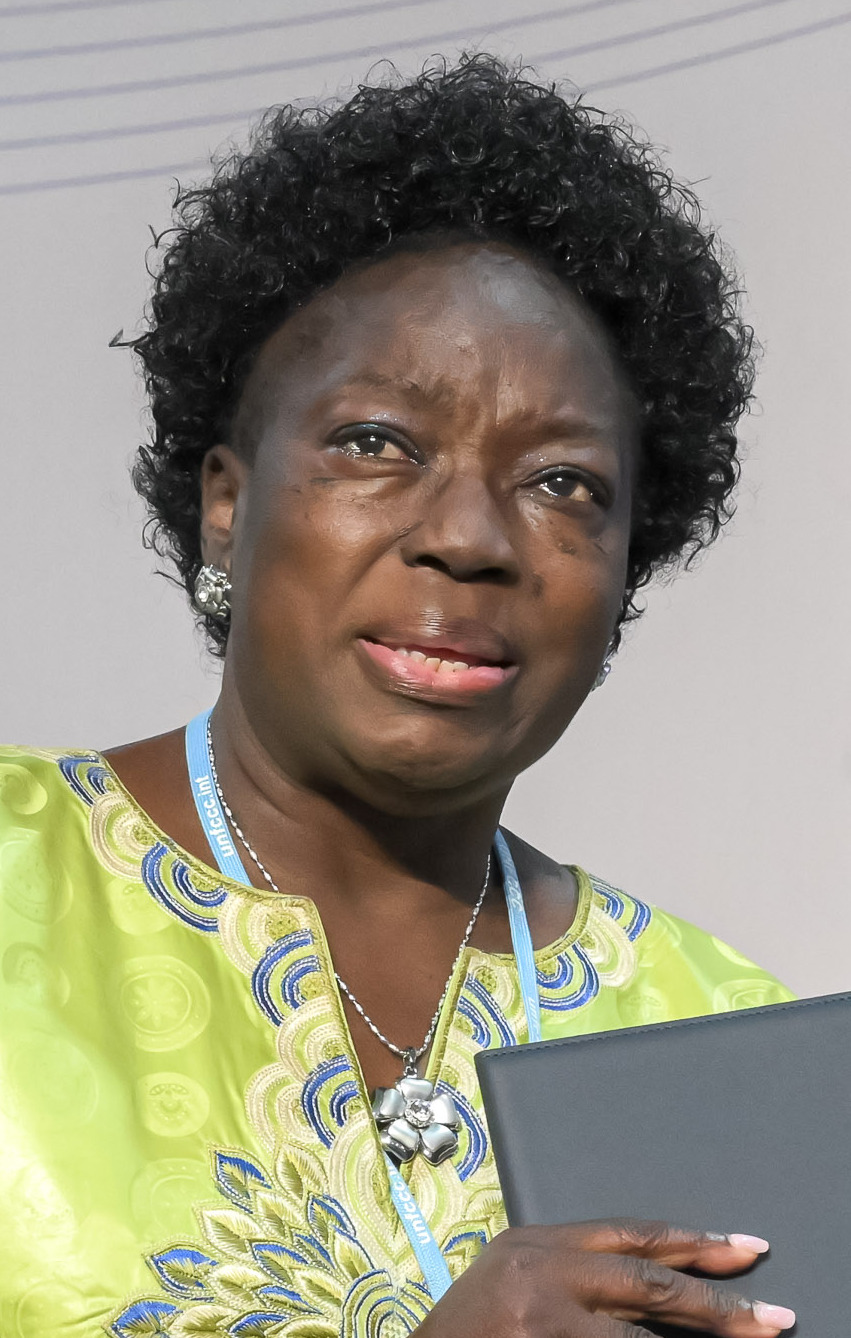
Rebecca Kadaga, Erste Stellvertretende Premierministerin seit Juni 2021

Die Regierung Museveni ist die Regierung Ugandas unter Staatspräsident Yoweri Museveni, der dieses Amt seit dem 26. Januar 1986 bekleidet und zugleich Oberbefehlshaber der Streitkräfte Ugandas ist. Neben dem Staatspräsidenten gehören der Regierung die Vizepräsidentin Jessica Alupo, die Kabinettsminister und die Staatsminister an. Die Regierung wird seit dem 21. Juni 2021 formell geleitet von Premierministerin Robinah Nabbanja. Die Mitglieder der Regierung stammen überwiegend von Musevenis National Resistance Movement (NRM) sowie aus den Streitkräften.

## Regierungsmitglieder
| Amt | Amtsinhaber                             |
| --- | --------------------------------------- |
| Premierministerin Leiterin der Regierungsgeschäfte                                                            | Rt Hon. Robinah Nabbanja                |
| Erste Stellvertretende Premierministerin Ministerin für Angelegenheiten der Ostafrikanischen Gemeinschaft     | Rt Hon. Rebecca Kadaga                  |
| Zweiter stellvertretender Premierminister Stellvertretender Leiter der Regierungsangelegenheiten im Parlament | General a. D. Moses Ali                 |
| Dritte stellvertretender Premierministerin Ministerin ohne Geschäftsbereich                                   | Rt Hon. Rukia Nakadama Isanga           |
| Minister für humanitäre Hilfe, Katastrophenvorsorge und Flüchtlinge                                           | Hon. Hillary Onek                       |
| Minister im Büro der Premierministers für Karamoja-Angelegenheiten                                            | Hon. Peter Lokeris                      |
| Minister für Verteidigung und Veteranenangelegenheiten                                                        | Hon. Jacob Marksons Oboth-Oboth         |
| Ministerin für die Hauptstadt Kampala und Metrolpol-Angelegenheiten                                           | Hon. Minsa Kabanda                      |
| Ministerin für Energie und Mineralienentwicklung                                                              | Hon. Ruth Ssentamu Nankabirwa           |
| Ministerin für Land, Wohnungsbau und Stadtentwicklung                                                         | Hon. Judith Nabakooba                   |
| Minister für Bildung und Sport                                                                                | Hon. Janet Kataaha Museveni             |
| Minister für den öffentlichen Dienst                                                                          | Hon. Wilson Muruli Mukasa               |
| Außenminister                                                                                                 | General Abubaker Jeje Odongo            |
| Generalstaatsanwalt                                                                                           | Hon. Kiryowa Kiwanuka                   |
| Minister für Handel, Industrie und Genossenschaften                                                           | Hon. Francis Mwebesa                    |
| Ministerin im Büro des Staatspräsidenten für Wissenschaft, Technologie und Innovation                         | Dr. Monicah Masanza Musenero            |
| Ministerin im Büro des Präsidenten für Präsidentschaftsangelegenheiten                                        | Hon. Milly Babirye Babalanda            |
| Ministerin im Büro der Premierministerin für Allgemeine Aufgaben                                              | Hon. Justine Kasule Lumumba             |
| Innenminister                                                                                                 | Generalmajor a. D. Kahinda Otafiire     |
| Minister für Landwirtschaft, Viehwirtschaft und Fischerei                                                     | Hon. Frank Kagyigyi Tumwebaze           |
| Gesundheitsministerin                                                                                         | Dr. Jane Ruth Aceng Ocero               |
| Minister für Finanzen, Planung und wirtschaftliche Entwicklung                                                | Hon. Matia Kasaija                      |
| Minister für Bau und Verkehr                                                                                  | General Edward Katumba Wamala           |
| Minister für Wasser und Umwelt                                                                                | Hon. Sam Mangusho Cheptoris             |
| Minister für Justiz und Verfassungsangelegenheiten                                                            | Hon. Norbert Mao                        |
| Minister für Kommunalverwaltung                                                                               | Hon. Raphael Magyezi                    |
| Minister für Information, Kommunikationstechnologie und nationale Führung                                     | Dr. Chris Baryomunsi                    |
| Minister für Tourismus, Wildtiere und Altertümer                                                              | Oberst a. D. Tom Butime                 |
| Minister im Büro des Staatspräsidenten für Sicherheit                                                         | Generalmajor a. D. Jim Katugugu Muhwezi |
| Ministerin für Geschlechterfragen, Arbeit und soziale Entwicklung                                             | Hon. Betty Ongom Amongi                 |
| Parlamentarischer Geschäftsführer der Regierungsfraktion                                                      | Hon. Denis Hamson Obua                  |

| Amt | Amtsinhaber                                      |
| --- | ------------------------------------------------ |
| Staatsministerin für Wirtschaftsüberwachung im Büro des Staatspräsidenten                                                               | Hon. Beatrice Akori Akello                       |
| Staatsministerin für Ethik und Integrität im Büro des Staatspräsidenten                                                                 | Hon. Rose Lilly Akello                           |
| Staatsministerin im Büro der Vizepräsidentin                                                                                            | Hon. Diana Nankunda Kagyenyi Mutasingwa          |
| Staatsministerin für humanitäre Hilfe, Katastrophenvorsorge und Flüchtlinge im Büro der Premierministers                                | Hon. Lillian Aber                                |
| Staatsminister für Mineralien im Ministerium für Energie und Mineralienentwicklung                                                      | Hon. Phiona Nyamutoro                            |
| Staatsminister für Handel im Ministerium für Handel, Industrie und Genossenschaften                                                     | General Wilson Mbasu Mbadi                       |
| Staatsminister für Jugend- und Kinderangelegenheiten im Ministerium für Geschlechterfragen, Arbeit und soziale Entwicklung              | Hon. Balaam Barugahara                           |
| Staatsministerin für Karamoja-Angelegenheiten im Büro des Premierministers                                                              | Hon. Florence Nambozo Wamala                     |
| Staatsminister für Norduganda im Büro des Premierministers                                                                              | Hon. Kenneth Omona                               |
| Staatsminister für Internationale Angelegenheiten im Außenministerium                                                                   | Hon. Henry Oryem Okello                          |
| Staatsminister für Land im Ministerium für Land, Wohnungsbau und Stadtentwicklung                                                       | Hon. Samuel Mayanja                              |
| Staatsminister für Viehwirtschaft im Ministerium für Landwirtschaft, Viehwirtschaft und Fischerei                                       | Oberstleutnant a. D. Bright Kanyontore Rwamirama |
| Staatsministerin für Arbeit, Beschäftigung und Arbeitsbeziehungen im Ministerium für Geschlechterfragen, Arbeit und soziale Entwicklung | Hon. Esther Davinia Anyakun                      |
| Staatsministerin für das Luweero-Dreieck im Büro der Premierministerin                                                                  | Hon. Alice Kaboyo                                |
| Staatsministerin im Ministerium für den öffentlichen Dienst                                                                             | Hon. Mary Grace Mugasa                           |
| Staatsministerin für Fischerei im Ministerium für Landwirtschaft, Viehwirtschaft und Fischerei                                          | Hon. Hellen Adoa                                 |
| Staatsminister für Teso-Angelegenheiten im Büro der Premierministerin                                                                   | Hon. Clement Kenneth Ongalo-Obote                |
| Staatsministerin für Bunyoro-Angelegenheiten im Büro der Premierministerin                                                              | Hon. Jenipher Kacha Namuyangu                    |
| Staatsminister im Ministerium für Angelegenheiten der Ostafrikanischen Gemeinschaft                                                     | Hon. James Magode Ikuya                          |
| Staatsminister für Landwirtschaft im Ministerium für Landwirtschaft, Viehwirtschaft und Fischerei                                       | Hon. Fred Bwino Kyakulaga                        |
| Staatsminister für Veteranenangelegenheiten im Ministerium für Verteidigung und Veteranenangelegenheiten                                | Hon. Huda Abason Oleru                           |
| Staatsminister für Hochschulbildung Ministerium für Bildung und Sport                                                                   | Hon. John Chrysostom Muyingo                     |
| Staatsministerin für Grundschulbildung im Ministerium für Bildung und Sport                                                             | Dr. Joyce Kaducu Moriku                          |
| Staatsminister für Sport im Ministerium für Bildung und Sport                                                                           | Hon. Peter Ogwang                                |
| Staatsminister für Energie im Ministerium für Energie und Mineralienentwicklung                                                         | Hon. Sidronius Opolot Okaasai                    |
| Staatsminister für Allgemeine Aufgaben im Ministerium für Finanzen, Planung und wirtschaftliche Entwicklung                             | Hon. Henry Ariganyira Musasizi                   |
| Staatsminister für Planung im Ministerium für Finanzen, Planung und wirtschaftliche Entwicklung                                         | Hon. Amos Lugoloobi                              |
| Staatsministerin für Privatisierung und Investitionen im Ministerium für Finanzen, Planung und wirtschaftliche Entwicklung              | Hon. Evelyn Anite                                |
| Staatsminister für Mikrofinanzierung im Ministerium für Finanzen, Planung und wirtschaftliche Entwicklung                               | Hon. Haruna Kasolo Kyeyune                       |
| Staatsminister für Verkehr im Ministerium für Bau und Verkehr                                                                           | Hon. Fred Byamukama                              |
| Staatsminister für Bau im Ministerium für Bau und Verkehr                                                                               | Hon. Francis Musa Ecweru                         |
| Staatsministerin für Wasser im Ministerium für Wasser und Umwelt                                                                        | Hon. Aisha Sekindi                               |
| Staatsministerin für Umwelt im Ministerium für Wasser und Umwelt                                                                        | Hon. Beatrice Atim Adwong Anywar                 |
| Staatsminister für Wohnungsbau im Ministerium für Land, Wohnungsbau und Stadtentwicklung                                                | Hon. Persis Princess Namuganza                   |
| Staatsminister für Stadtentwicklung im Ministerium für Land, Wohnungsbau und Stadtentwicklung                                           | Hon. Mario Obiga Kania                           |
| Staatsminister für Allgemeine Aufgaben im Gesundheitsministerium                                                                        | Hon. Anifa Kawooya Bangirana                     |
| Staatsministerin für Primäre Gesundheitsversorgung im Gesundheitsministerium                                                            | Hon. Margaret Muhanga Mugisa                     |
| Staatsminister im Innenministerium | General David Muhoozi                            |
| Staatsminister für Genossenschaften im Ministerium für Handel, Industrie und Genossenschaften                                           | Hon. Fredrick Ngobi Gume                         |
| Staatsminister für Industrie im Ministerium für Handel, Industrie und Genossenschaften                                                  | Hon. David Bahati                                |
| Staatsminister im Ministerium für die Hauptstadt Kampala und Metropolangelegenheiten                                                    | Hon. Kyofatogabye Kabuye                         |
| Staatsminister für Regionale Angelegenheiten im Außenministerium                                                                        | Hon. John Mulimba                                |
| Staatsminister im Ministerium für Kommunalverwaltung                                                                                    | Hon. Victoria Rusoke Busingye                    |
| Staatsminister im Ministerium für Tourismus, Wildtiere und Altertümer                                                                   | Hon. Martin Mugarra Bahinduka                    |
| Staatsminister für Information im Ministerium für Information, Kommunikationstechnologie und nationale Führung                          | Hon. Joyce Juliet Nabbosa Ssebugwawo             |
| Staatsminister für nationale Führung im Ministerium für Information, Kommunikationstechnologie und nationale Führung                    | Hon. Godfrey Baluku Kiime Kabbyanga              |
| Staatsministerin für Geschlechterfragen und Kultur im Ministerium für Geschlechterfragen, Arbeit und soziale Entwicklung                | Hon. Peace Regis Mutuuzo                         |
| Staatsministerin für Behindertenangelegenheiten im Ministerium für Geschlechterfragen, Arbeit und soziale Entwicklung                   | Hon. Hellen Asamo                                |
| Staatsminister für Behindertenangelegenheiten im Ministerium für Geschlechterfragen, Arbeit und soziale Entwicklung                     | Hon. Dominic Mafwabi Gidudu                      |
| Stellvertretender Generalstaatsanwalt                                                                                                   | Hon. Jackson Karugaba Kafuuzi                    |